# Gérard (évêque de Sisteron)
Pour les articles homonymes, voir Gérard.
Gérard, ou Géraud,    est un prélat français du XIVe siècle. On ne sait pas beaucoup de lui.

## Source
- La France pontificale